# Belgrado-Bania Luka 2021
La 15.ª edición de la Belgrado-Bania Luka fue una carrera de ciclismo en ruta por etapas que se celebró entre el 22 y el 25 de abril de 2021 con inicio en la ciudad de Belgrado y final en la ciudad de Bania Luka en Bosnia y Herzegovina. El recorrido constó de un total de 4 etapas sobre una distancia total de 505,6 km.
La carrera hizo parte del circuito UCI Europe Tour 2021 dentro de la categoría 2.1 y fue ganada por el estonio Mihkel Räim del equipo Mazowsze Serce Polski. Completaron el podio, como segundo y tercer clasificado respectivamente, el alemán Justin Wolf del Bike Aid y el polaco Patryk Stosz del Voster ATS.

## Equipos participantes
Tomaron la partida un total de 23 equipos, de los cuales 3 son de categoría UCI ProTeam, 14 Continental y 6 selecciones nacionales, quienes conformaron un pelotón de 160 ciclistas de los cuales terminaron 144. Los equipos participantes fueron:
| ProTeams (3)- Bardiani CSF Faizanè - Androni Giocattoli-Sidermec - Team Novo Nordisk Equipos continentales (14)- Mazowsze Serce Polski - Massi Vivo-Conecta - Maloja Pushbikers - Voster ATS Team - EvoPro Racing - Dukla Banská Bystrica - Vino-Astana Motors - Hrinkow Advarics Cycleang - Bike Aid - Adria Mobil - Giotti Victoria-Savini Due - XSpeed United - Meridiana Kamen - WSA KTM Graz Equipos nacionales (6)- Montenegro - Bosnia y Herzegovina - Serbia - Eslovenia - Macedonia del Norte - Bulgaria |
| |

## Etapas
| Etapa     | Fecha     | Recorrido             | type            | Distancia (km) | Ganador      | Líder       |
| --------- | --------- | --------------------- | --------------- | -------------- | ------------ | ----------- |
| 1.ª etapa | 22 de abr | Belgrado – Šabac      | etapa llana     | 96             | Justin Wolf  | Justin Wolf |
| 2.ª etapa | 23 de abr | Obrenovac – Bijeljina | etapa llana     | 122            | Patryk Stosz | Justin Wolf |
| 3.ª etapa | 24 de abr | Bijeljina – Vlasenica | etapa escarpada | 124,1          | Daniel Auer  | Justin Wolf |
| 4.ª etapa | 25 de abr | Prijedor – Bania Luka | etapa llana     | 163,5          | Mihkel Räim  | Mihkel Räim |

## Desarrollo de la carrera

### 1.ª etapa
| Belgrado - Šabac | etapa llana | (96 km) |

| \| Clasificación de la etapa \| Clasificación de la etapa \| Clasificación de la etapa \| Clasificación de la etapa \| Clasificación de la etapa \| \| Ciclista \| Ciclista \| Equipo \| Tiempo \| \| \| ------------------------- \| ------------------------- \| --------------------------- \| ------------------------- \| ------------------------- \| \| 1.º \| Justin Wolf \| Bike Aid \| 1 h 52 min 44 s \| \| \| 2.º \| Patryk Stosz \| Voster ATS Team \| + 10 s \| \| \| 3.º \| Filippo Fiorelli \| Bardiani CSF Faizanè \| + 10 s \| \| \| 4.º \| Andrea Guardini \| Giotti Victoria-Savini Due \| + 10 s \| \| \| 5.º \| Michael Van Staeyen \| EvoPro Racing \| + 10 s \| \| \| 6.º \| Dušan Rajović \| Serbia \| + 10 s \| \| \| 7.º \| David Per \| Adria Mobil \| + 10 s \| \| \| 8.º \| Simon Daniels \| XSpeed United Continental \| + 10 s \| \| \| 9.º \| Leonardo Marchiori \| Androni Giocattoli-Sidermec \| + 10 s \| \| \| 10.º \| Miká Heming \| Maloja Pushbikers \| + 10 s \| \| |                     |                             |                 |
| |                     |                             |                 |
| Fuente: ProCyclingStats |                     |                             |                 |
| Clasificación de la etapa |                     |                             |                 |
| Ciclista | Ciclista            | Equipo                      | Tiempo          |
| 1.º | Justin Wolf         | Bike Aid                    | 1 h 52 min 44 s |
| 2.º | Patryk Stosz        | Voster ATS Team             | + 10 s          |
| 3.º | Filippo Fiorelli    | Bardiani CSF Faizanè        | + 10 s          |
| 4.º | Andrea Guardini     | Giotti Victoria-Savini Due  | + 10 s          |
| 5.º | Michael Van Staeyen | EvoPro Racing               | + 10 s          |
| 6.º | Dušan Rajović       | Serbia                      | + 10 s          |
| 7.º | David Per           | Adria Mobil                 | + 10 s          |
| 8.º | Simon Daniels       | XSpeed United Continental   | + 10 s          |
| 9.º | Leonardo Marchiori  | Androni Giocattoli-Sidermec | + 10 s          |
| 10.º | Miká Heming         | Maloja Pushbikers           | + 10 s          |

| \| Clasificación general \| Clasificación general \| Clasificación general \| Clasificación general \| Clasificación general \| \| Ciclista \| Ciclista \| Equipo \| Tiempo \| \| \| --------------------- \| --------------------- \| --------------------------- \| --------------------- \| --------------------- \| \| 1.º \| Justin Wolf \| Bike Aid \| 1 h 52 min 34 s \| \| \| 2.º \| Patryk Stosz \| Voster ATS Team \| + 14 s \| \| \| 3.º \| Filippo Fiorelli \| Bardiani CSF Faizanè \| + 16 s \| \| \| 4.º \| Andrea Guardini \| Giotti Victoria-Savini Due \| + 20 s \| \| \| 5.º \| Michael Van Staeyen \| EvoPro Racing \| + 20 s \| \| \| 6.º \| Dušan Rajović \| Serbia \| + 20 s \| \| \| 7.º \| David Per \| Adria Mobil \| + 20 s \| \| \| 8.º \| Simon Daniels \| XSpeed United Continental \| + 20 s \| \| \| 9.º \| Leonardo Marchiori \| Androni Giocattoli-Sidermec \| + 20 s \| \| \| 10.º \| Miká Heming \| Maloja Pushbikers \| + 20 s \| \| |                     |                             |                 |
| |                     |                             |                 |
| Fuente: ProCyclingStats |                     |                             |                 |
| Clasificación general |                     |                             |                 |
| Ciclista | Ciclista            | Equipo                      | Tiempo          |
| 1.º | Justin Wolf         | Bike Aid                    | 1 h 52 min 34 s |
| 2.º | Patryk Stosz        | Voster ATS Team             | + 14 s          |
| 3.º | Filippo Fiorelli    | Bardiani CSF Faizanè        | + 16 s          |
| 4.º | Andrea Guardini     | Giotti Victoria-Savini Due  | + 20 s          |
| 5.º | Michael Van Staeyen | EvoPro Racing               | + 20 s          |
| 6.º | Dušan Rajović       | Serbia                      | + 20 s          |
| 7.º | David Per           | Adria Mobil                 | + 20 s          |
| 8.º | Simon Daniels       | XSpeed United Continental   | + 20 s          |
| 9.º | Leonardo Marchiori  | Androni Giocattoli-Sidermec | + 20 s          |
| 10.º | Miká Heming         | Maloja Pushbikers           | + 20 s          |

### 2.ª etapa
| Obrenovac - Bijeljina | etapa llana | (122 km) |

| \| Clasificación de la etapa \| Clasificación de la etapa \| Clasificación de la etapa \| Clasificación de la etapa \| Clasificación de la etapa \| \| Ciclista \| Ciclista \| Equipo \| Tiempo \| \| \| ------------------------- \| ------------------------- \| --------------------------- \| ------------------------- \| ------------------------- \| \| 1.º \| Patryk Stosz \| Voster ATS Team \| 2 h 37 min 39 s \| \| \| 2.º \| Mihkel Räim \| Mazowsze Serce Polski \| + 0 s \| \| \| 3.º \| Andrea Guardini \| Giotti Victoria-Savini Due \| + 0 s \| \| \| 4.º \| Filippo Fiorelli \| Bardiani CSF Faizanè \| + 0 s \| \| \| 5.º \| Paolo Simion \| Giotti Victoria-Savini Due \| + 0 s \| \| \| 6.º \| Michael Van Staeyen \| EvoPro Racing \| + 0 s \| \| \| 7.º \| Leonardo Marchiori \| Androni Giocattoli-Sidermec \| + 0 s \| \| \| 8.º \| Žiga Jerman \| Androni Giocattoli-Sidermec \| + 0 s \| \| \| 9.º \| Filippo Tagliani \| Androni Giocattoli-Sidermec \| + 0 s \| \| \| 10.º \| Lukáš Kubiš \| Dukla Banská Bystrica \| + 0 s \| \| |                     |                             |                 |
| |                     |                             |                 |
| Fuente: ProCyclingStats |                     |                             |                 |
| Clasificación de la etapa |                     |                             |                 |
| Ciclista | Ciclista            | Equipo                      | Tiempo          |
| 1.º | Patryk Stosz        | Voster ATS Team             | 2 h 37 min 39 s |
| 2.º | Mihkel Räim         | Mazowsze Serce Polski       | + 0 s           |
| 3.º | Andrea Guardini     | Giotti Victoria-Savini Due  | + 0 s           |
| 4.º | Filippo Fiorelli    | Bardiani CSF Faizanè        | + 0 s           |
| 5.º | Paolo Simion        | Giotti Victoria-Savini Due  | + 0 s           |
| 6.º | Michael Van Staeyen | EvoPro Racing               | + 0 s           |
| 7.º | Leonardo Marchiori  | Androni Giocattoli-Sidermec | + 0 s           |
| 8.º | Žiga Jerman         | Androni Giocattoli-Sidermec | + 0 s           |
| 9.º | Filippo Tagliani    | Androni Giocattoli-Sidermec | + 0 s           |
| 10.º | Lukáš Kubiš         | Dukla Banská Bystrica       | + 0 s           |

| \| Clasificación general \| Clasificación general \| Clasificación general \| Clasificación general \| Clasificación general \| \| Ciclista \| Ciclista \| Equipo \| Tiempo \| \| \| --------------------- \| --------------------- \| --------------------------- \| --------------------- \| --------------------- \| \| 1.º \| Justin Wolf \| Bike Aid \| 4 h 30 min 13 s \| \| \| 2.º \| Patryk Stosz \| Voster ATS Team \| + 4 s \| \| \| 3.º \| Mihkel Räim \| Mazowsze Serce Polski \| + 14 s \| \| \| 4.º \| Andrea Guardini \| Giotti Victoria-Savini Due \| + 16 s \| \| \| 5.º \| Filippo Fiorelli \| Bardiani CSF Faizanè \| + 16 s \| \| \| 6.º \| Michael Van Staeyen \| EvoPro Racing \| + 20 s \| \| \| 7.º \| Leonardo Marchiori \| Androni Giocattoli-Sidermec \| + 20 s \| \| \| 8.º \| David Per \| Adria Mobil \| + 20 s \| \| \| 9.º \| Filippo Tagliani \| Androni Giocattoli-Sidermec \| + 20 s \| \| \| 10.º \| Žiga Jerman \| Androni Giocattoli-Sidermec \| + 20 s \| \| |                     |                             |                 |
| |                     |                             |                 |
| Fuente: ProCyclingStats |                     |                             |                 |
| Clasificación general |                     |                             |                 |
| Ciclista | Ciclista            | Equipo                      | Tiempo          |
| 1.º | Justin Wolf         | Bike Aid                    | 4 h 30 min 13 s |
| 2.º | Patryk Stosz        | Voster ATS Team             | + 4 s           |
| 3.º | Mihkel Räim         | Mazowsze Serce Polski       | + 14 s          |
| 4.º | Andrea Guardini     | Giotti Victoria-Savini Due  | + 16 s          |
| 5.º | Filippo Fiorelli    | Bardiani CSF Faizanè        | + 16 s          |
| 6.º | Michael Van Staeyen | EvoPro Racing               | + 20 s          |
| 7.º | Leonardo Marchiori  | Androni Giocattoli-Sidermec | + 20 s          |
| 8.º | David Per           | Adria Mobil                 | + 20 s          |
| 9.º | Filippo Tagliani    | Androni Giocattoli-Sidermec | + 20 s          |
| 10.º | Žiga Jerman         | Androni Giocattoli-Sidermec | + 20 s          |

### 3.ª etapa
| Bijeljina - Vlasenica | etapa escarpada | (124,1 km) |

| \| Clasificación de la etapa \| Clasificación de la etapa \| Clasificación de la etapa \| Clasificación de la etapa \| Clasificación de la etapa \| \| Ciclista \| Ciclista \| Equipo \| Tiempo \| \| \| ------------------------- \| ------------------------- \| --------------------------- \| ------------------------- \| ------------------------- \| \| 1.º \| Daniel Auer \| WSA KTM Graz \| 2 h 37 min 31 s \| \| \| 2.º \| Cyrus Monk \| EvoPro Racing \| + 0 s \| \| \| 3.º \| Mihkel Räim \| Mazowsze Serce Polski \| + 0 s \| \| \| 4.º \| Paweł Franczak \| Voster ATS Team \| + 0 s \| \| \| 5.º \| Nicola Venchiarutti \| Androni Giocattoli-Sidermec \| + 0 s \| \| \| 6.º \| Filippo Tagliani \| Androni Giocattoli-Sidermec \| + 0 s \| \| \| 7.º \| Lukáš Kubiš \| Dukla Banská Bystrica \| + 0 s \| \| \| 8.º \| Jonas Rapp \| Hrinkow Advarics Cycleang \| + 0 s \| \| \| 9.º \| Jaka Primožič \| Eslovenia \| + 0 s \| \| \| 10.º \| Kristian Yustre \| Giotti Victoria-Savini Due \| + 0 s \| \| |                     |                             |                 |
| |                     |                             |                 |
| Fuente: ProCyclingStats |                     |                             |                 |
| Clasificación de la etapa |                     |                             |                 |
| Ciclista | Ciclista            | Equipo                      | Tiempo          |
| 1.º | Daniel Auer         | WSA KTM Graz                | 2 h 37 min 31 s |
| 2.º | Cyrus Monk          | EvoPro Racing               | + 0 s           |
| 3.º | Mihkel Räim         | Mazowsze Serce Polski       | + 0 s           |
| 4.º | Paweł Franczak      | Voster ATS Team             | + 0 s           |
| 5.º | Nicola Venchiarutti | Androni Giocattoli-Sidermec | + 0 s           |
| 6.º | Filippo Tagliani    | Androni Giocattoli-Sidermec | + 0 s           |
| 7.º | Lukáš Kubiš         | Dukla Banská Bystrica       | + 0 s           |
| 8.º | Jonas Rapp          | Hrinkow Advarics Cycleang   | + 0 s           |
| 9.º | Jaka Primožič       | Eslovenia                   | + 0 s           |
| 10.º | Kristian Yustre     | Giotti Victoria-Savini Due  | + 0 s           |

| \| Clasificación general \| Clasificación general \| Clasificación general \| Clasificación general \| Clasificación general \| \| Ciclista \| Ciclista \| Equipo \| Tiempo \| \| \| --------------------- \| --------------------- \| --------------------------- \| --------------------- \| --------------------- \| \| 1.º \| Justin Wolf \| Bike Aid \| 7 h 07 min 44 s \| \| \| 2.º \| Patryk Stosz \| Voster ATS Team \| + 4 s \| \| \| 3.º \| Mihkel Räim \| Mazowsze Serce Polski \| + 10 s \| \| \| 4.º \| Daniel Auer \| WSA KTM Graz \| + 10 s \| \| \| 5.º \| Cyrus Monk \| EvoPro Racing \| + 14 s \| \| \| 6.º \| Filippo Fiorelli \| Bardiani CSF Faizanè \| + 16 s \| \| \| 7.º \| Filippo Tagliani \| Androni Giocattoli-Sidermec \| + 20 s \| \| \| 8.º \| David Per \| Adria Mobil \| + 20 s \| \| \| 9.º \| Žiga Jerman \| Androni Giocattoli-Sidermec \| + 20 s \| \| \| 10.º \| Kristian Yustre \| Giotti Victoria-Savini Due \| + 20 s \| \| |                  |                             |                 |
| |                  |                             |                 |
| Fuente: ProCyclingStats |                  |                             |                 |
| Clasificación general |                  |                             |                 |
| Ciclista | Ciclista         | Equipo                      | Tiempo          |
| 1.º | Justin Wolf      | Bike Aid                    | 7 h 07 min 44 s |
| 2.º | Patryk Stosz     | Voster ATS Team             | + 4 s           |
| 3.º | Mihkel Räim      | Mazowsze Serce Polski       | + 10 s          |
| 4.º | Daniel Auer      | WSA KTM Graz                | + 10 s          |
| 5.º | Cyrus Monk       | EvoPro Racing               | + 14 s          |
| 6.º | Filippo Fiorelli | Bardiani CSF Faizanè        | + 16 s          |
| 7.º | Filippo Tagliani | Androni Giocattoli-Sidermec | + 20 s          |
| 8.º | David Per        | Adria Mobil                 | + 20 s          |
| 9.º | Žiga Jerman      | Androni Giocattoli-Sidermec | + 20 s          |
| 10.º | Kristian Yustre  | Giotti Victoria-Savini Due  | + 20 s          |

### 4.ª etapa
| Prijedor - Bania Luka | etapa llana | (163,5 km) |

| \| Clasificación de la etapa \| Clasificación de la etapa \| Clasificación de la etapa \| Clasificación de la etapa \| Clasificación de la etapa \| \| Ciclista \| Ciclista \| Equipo \| Tiempo \| \| \| ------------------------- \| ------------------------- \| --------------------------- \| ------------------------- \| ------------------------- \| \| 1.º \| Mihkel Räim \| Mazowsze Serce Polski \| 3 h 32 min 43 s \| \| \| 2.º \| Andrea Guardini \| Giotti Victoria-Savini Due \| + 0 s \| \| \| 3.º \| Leonardo Marchiori \| Androni Giocattoli-Sidermec \| + 0 s \| \| \| 4.º \| Michael Van Staeyen \| EvoPro Racing \| + 0 s \| \| \| 5.º \| Simon Daniels \| XSpeed United Continental \| + 0 s \| \| \| 6.º \| Žiga Jerman \| Androni Giocattoli-Sidermec \| + 0 s \| \| \| 7.º \| Filippo Fiorelli \| Bardiani CSF Faizanè \| + 0 s \| \| \| 8.º \| Mehdi Benhamouda \| Team Novo Nordisk \| + 0 s \| \| \| 9.º \| Filippo Tagliani \| Androni Giocattoli-Sidermec \| + 0 s \| \| \| 10.º \| Brendan Rhim \| EvoPro Racing \| + 0 s \| \| |                     |                             |                 |
| |                     |                             |                 |
| Fuente: ProCyclingStats |                     |                             |                 |
| Clasificación de la etapa |                     |                             |                 |
| Ciclista | Ciclista            | Equipo                      | Tiempo          |
| 1.º | Mihkel Räim         | Mazowsze Serce Polski       | 3 h 32 min 43 s |
| 2.º | Andrea Guardini     | Giotti Victoria-Savini Due  | + 0 s           |
| 3.º | Leonardo Marchiori  | Androni Giocattoli-Sidermec | + 0 s           |
| 4.º | Michael Van Staeyen | EvoPro Racing               | + 0 s           |
| 5.º | Simon Daniels       | XSpeed United Continental   | + 0 s           |
| 6.º | Žiga Jerman         | Androni Giocattoli-Sidermec | + 0 s           |
| 7.º | Filippo Fiorelli    | Bardiani CSF Faizanè        | + 0 s           |
| 8.º | Mehdi Benhamouda    | Team Novo Nordisk           | + 0 s           |
| 9.º | Filippo Tagliani    | Androni Giocattoli-Sidermec | + 0 s           |
| 10.º | Brendan Rhim        | EvoPro Racing               | + 0 s           |

## Clasificaciones finales
Las clasificaciones finalizaron de la siguiente forma:

### Clasificación general
| \| Clasificación general \| Clasificación general \| Clasificación general \| Clasificación general \| Clasificación general \| \| Ciclista \| Ciclista \| Equipo \| Tiempo \| \| \| --------------------- \| --------------------- \| --------------------------- \| --------------------- \| --------------------- \| \| 1.º \| Mihkel Räim \| Mazowsze Serce Polski \| 10 h 40 min 27 s \| \| \| 2.º \| Justin Wolf \| Bike Aid \| + 0 s \| \| \| 3.º \| Patryk Stosz \| Voster ATS Team \| + 4 s \| \| \| 4.º \| Cyrus Monk \| EvoPro Racing \| + 14 s \| \| \| 5.º \| Filippo Fiorelli \| Bardiani CSF Faizanè \| + 16 s \| \| \| 6.º \| Filippo Tagliani \| Androni Giocattoli-Sidermec \| + 20 s \| \| \| 7.º \| Žiga Jerman \| Androni Giocattoli-Sidermec \| + 20 s \| \| \| 8.º \| Kristian Yustre \| Giotti Victoria-Savini Due \| + 20 s \| \| \| 9.º \| Martin Lavric \| Eslovenia \| + 20 s \| \| \| 10.º \| Jonas Rapp \| Hrinkow Advarics Cycleang \| + 20 s \| \| |                  |                             |                  |
| |                  |                             |                  |
| Fuente: ProCyclingStats |                  |                             |                  |
| Clasificación general |                  |                             |                  |
| Ciclista | Ciclista         | Equipo                      | Tiempo           |
| 1.º | Mihkel Räim      | Mazowsze Serce Polski       | 10 h 40 min 27 s |
| 2.º | Justin Wolf      | Bike Aid                    | + 0 s            |
| 3.º | Patryk Stosz     | Voster ATS Team             | + 4 s            |
| 4.º | Cyrus Monk       | EvoPro Racing               | + 14 s           |
| 5.º | Filippo Fiorelli | Bardiani CSF Faizanè        | + 16 s           |
| 6.º | Filippo Tagliani | Androni Giocattoli-Sidermec | + 20 s           |
| 7.º | Žiga Jerman      | Androni Giocattoli-Sidermec | + 20 s           |
| 8.º | Kristian Yustre  | Giotti Victoria-Savini Due  | + 20 s           |
| 9.º | Martin Lavric    | Eslovenia                   | + 20 s           |
| 10.º | Jonas Rapp       | Hrinkow Advarics Cycleang   | + 20 s           |

### Clasificación de la montaña
| Clasificación de la montaña | Clasificación de la montaña | Clasificación de la montaña | Clasificación de la montaña | Clasificación de la montaña |
| Ciclista                    | Ciclista                    | Equipo                      | Puntos                      |                             |
| --------------------------- | --------------------------- | --------------------------- | --------------------------- | --------------------------- |
| 1.º                         | Daniel Auer                 | WSA KTM Graz                | 10 pts                      |                             |
| 2.º                         | Luka Pajek                  | Hrinkow Advarics Cycleang   | 9 pts                       |                             |
| 3.º                         | Jaka Primožič               | Eslovenia                   | 6 pts                       |                             |
| 4.º                         | Alessandro Tonelli          | Bardiani CSF Faizanè        | 5 pts                       |                             |
| 5.º                         | Tim Wollenberg              | Maloja Pushbikers           | 4 pts                       |                             |
| 6.º                         | Cyrus Monk                  | EvoPro Racing               | 3 pts                       |                             |
| 7.º                         | Maximilian Schmidbauer      | WSA KTM Graz                | 3 pts                       |                             |
| 8.º                         | Adrian Kurek                | Mazowsze Serce Polski       | 3 pts                       |                             |
| 9.º                         | Žiga Jerman                 | Androni Giocattoli-Sidermec | 1 pt                        |                             |
| 10.º                        | Mihkel Räim                 | Mazowsze Serce Polski       | 1 pt                        |                             |

### Clasificación de las metas volantes
| Clasificación de las metas volantes | Clasificación de las metas volantes | Clasificación de las metas volantes | Clasificación de las metas volantes | Clasificación de las metas volantes |
| Ciclista                            | Ciclista                            | Equipo                              | Puntos                              |                                     |
| ----------------------------------- | ----------------------------------- | ----------------------------------- | ----------------------------------- | ----------------------------------- |

### Clasificación de los jóvenes
| Clasificación del mejor joven | Clasificación del mejor joven | Clasificación del mejor joven | Clasificación del mejor joven | Clasificación del mejor joven |
| Ciclista                      | Ciclista                      | Equipo                        | Tiempo                        |                               |
| ----------------------------- | ----------------------------- | ----------------------------- | ----------------------------- | ----------------------------- |
| 1.º                           | Andrii Ponomar                | Androni Giocattoli-Sidermec   | 10 h 40 min 47 s              |                               |
| 2.º                           | Lukáš Kubiš                   | Dukla Banská Bystrica         | + 0 s                         |                               |
| 3.º                           | Raul-antonio Sinza            | Giotti Victoria-Savini Due    | + 47 s                        |                               |
| 4.º                           | Daniil Pronskiy               | Vino-Astana Motors            | + 1 min 04 s                  |                               |
| 5.º                           | Paul Taebling                 | Maloja Pushbikers             | + 1 min 30 s                  |                               |
| 6.º                           | Miká Heming                   | Maloja Pushbikers             | + 2 min 03 s                  |                               |
| 7.º                           | Aljaž Jarc                    | Adria Mobil                   | + 2 min 03 s                  |                               |
| 8.º                           | Aljaž Omrzel                  | Adria Mobil                   | + 2 min 51 s                  |                               |
| 9.º                           | Bauyrzhan Zhaparuly           | Vino-Astana Motors            | + 3 min 23 s                  |                               |
| 10.º                          | Artsiom Harbach               | Minsk Cycling Club            | + 4 min 47 s                  |                               |

### Clasificación por equipos
| Clasificación por equipos | Clasificación por equipos   | Clasificación por equipos | Clasificación por equipos |
| Equipo                    | Equipo                      | Tiempo                    |                           |
| ------------------------- | --------------------------- | ------------------------- | ------------------------- |
| 1.º                       | Androni Giocattoli-Sidermec | 32 h 02 min 21 s          |                           |
| 2.º                       | EvoPro Racing               | + 0 s                     |                           |
| 3.º                       | Dukla Banská Bystrica       | + 0 s                     |                           |
| 4.º                       | Bardiani CSF Faizanè        | + 0 s                     |                           |
| 5.º                       | Voster ATS Team             | + 10 s                    |                           |
| 6.º                       | Hrinkow Advarics Cycleang   | + 18 s                    |                           |
| 7.º                       | Mazowsze Serce Polski       | + 28 s                    |                           |
| 8.º                       | Giotti Victoria-Savini Due  | + 57 s                    |                           |
| 9.º                       | Vino-Astana Motors          | + 3 min 22 s              |                           |
| 10.º                      | WSA KTM Graz                | + 3 min 37 s              |                           |

## Evolución de las clasificaciones
| Etapa                   | Vencedor                | Clasificación general | Clasificación de las metas volantes | Clasificación de la montaña | Clasificación sub-23 | Clasificación por equipos   |
| ----------------------- | ----------------------- | --------------------- | ----------------------------------- | --------------------------- | -------------------- | --------------------------- |
| 1.ª                     | Justin Wolf             | Justin Wolf           | Miká Heming                         | Luka Pajek                  | Miká Heming          | Bike Aid                    |
| 2.ª                     | Patryk Stosz            | Justin Wolf           | Adam Foltán                         | Luka Pajek                  | Miká Heming          | Bike Aid                    |
| 3.ª                     | Daniel Auer             | Justin Wolf           | Adam Foltán                         | Luka Pajek                  | Lukáš Kubiš          | Androni Giocattoli-Sidermec |
| 4.ª                     | Mihkel Räim             | Mihkel Räim           |                                     | Daniel Auer                 | Andrii Ponomar       | Androni Giocattoli-Sidermec |
| Clasificaciones finales | Clasificaciones finales | Mihkel Räim           |                                     | Daniel Auer                 | Andrii Ponomar       | Androni Giocattoli-Sidermec |

## UCI World Ranking
La Belgrado-Bania Luka otorgó puntos para el UCI World Ranking para corredores de los equipos en las categorías UCI WorldTeam, UCI ProTeam y Continental. Las siguientes tablas muestran el baremo de puntuación y los 10 corredores que obtuvieron más puntos:
| Posición              | 1.º | 2.º | 3.º | 4.º | 5.º | 6.º | 7.º | 8.º | 9.º | 10.º | 11.º | 12.º | 13.º-15.º | 16.º-25.º |
| Clasificación general | 125 | 85  | 70  | 60  | 50  | 40  | 35  | 30  | 25  | 20   | 15   | 10   | 5         | 3         |
| Por etapa             | 14  | 5   | 3   |     |     |     |     |     |     |      |      |      |           |           |
| Líder                 | 3   |     |     |     |     |     |     |     |     |      |      |      |           |           |

| Clasificación |                  |                             |         |       |       |       |
| Posición      | Ciclista         | Equipo                      | General | Etapa | Líder | Total |
| ------------- | ---------------- | --------------------------- | ------- | ----- | ----- | ----- |
| 1.º           | Mihkel Räim      | Mazowsze Serce Polski       | 125     | 22    | -     | 137   |
| 2.º           | Justin Wolf      | Bike Aid                    | 85      | 14    | 9     | 108   |
| 3.º           | Patryk Stosz     | Voster ATS                  | 70      | 19    | -     | 89    |
| 4.º           | Cyrus Monk       | EvoPro Racing               | 60      | 5     | -     | 65    |
| 5.º           | Filippo Fiorelli | Bardiani-CSF-Faizanè        | 50      | 3     | -     | 53    |
| 6.º           | Filippo Tagliani | Androni Giocattoli-Sidermec | 40      | -     | -     | 40    |
| 7.º           | Žiga Jerman      | Androni Giocattoli-Sidermec | 35      | -     | -     | 35    |
| 8.º           | Kristian Yustre  | Giotti Victoria-Savini Due  | 30      | -     | -     | 30    |
| 9.º           | Martin Lavrič    | Selección de Eslovenia      | 25      | -     | -     | 25    |
| 10.º          | Jonas Rapp       | Hrinkow Advarics Cycleang   | 20      | -     | -     | 20    |